# Останец Арка
Останец Арка — памятник природы, расположенный в Урус-Мартановском районе Чечни на правом склоне ущелья реки Гехинки по дороге на озеро Галанчеж в 30 км юго-западнее села Рошни-Чу и в 14 км к востоку от озера Галанчеж, в районе башни рода Аллерой. Представляет собой искусственный тоннель в виде арки через который проходит дорога. Высота арки составляет около 20 метров, а ширина до 10 метров. Располагается в зоне выхода на поверхность пород верхнеюрского периода. Породы сцементированы глиной, солями известняка и гипсом. Останец находится в удовлетворительном состоянии.
С 2006 года имеет статус особо охраняемой природной территории республиканского значения.